# 見目清 (2代)
2代 見目 清（けんもく きよし、1883年（明治16年）11月16日 - 1963年（昭和38年）4月5日）は、明治から昭和期の実業家、政治家。貴族院多額納税者議員。幼名・清三。

## 経歴
栃木県塩谷郡太田村（北高根沢村を経て現高根沢町）で、素封家・初代見目清の長男として生まれる。県立宇都宮中学校（現栃木県立宇都宮高等学校）を経て、早稲田大学政治経済科を卒業。父の死去に伴い1904年（明治37年）5月に家督を相続し2代清を襲名した。
矢口長右衛門らと宝積寺銀行を立上げて取締役となり、1915年（大正4年）頭取に就任。下野実業銀行頭取にも就任し、その後、6銀行合併して下野中央銀行が創立され副頭取に就任し、1926年（大正15年）2月、頭取に就任した。その他、宇都宮瓦斯社長、中央商事社長、下野印刷社長、東野鉄道取締役、下野新聞監査役などを務めた。
政界では1910年（明治43年）以降、北高根沢村会議員（2期）、栃木県会議員（1期）、同副議長、栃木県地方森林会議員などを務めた。1929年（昭和4年）津久居彦七の死去に伴う補欠選挙で貴族院議員に互選され、同年11月12日から1932年（昭和7年）9月28日まで在任した。在任中は研究会に所属した。